# Loustalet-Bias XIII
Pour le joueur français de rugby à  XV, voir Jean-Baptiste Peyras-Loustalet.
Actualités
Le Loustalet-Bias XIII est un club de rugby à XIII français, situé à Bias dans le département de Lot-et-Garonne. L'équipe première du club évolue dans le championnat de France de rugby à XIII de troisième division : la Nationale 1.

## Palmarès
- Championnat de France Élite 1 :
  - Vainqueur : Néant
  - Finaliste : Néant

- Coupe de France :
  - Vainqueur : Néant
  - Finaliste : Néant

- Championnat de France Élite 2 :
  - Vainqueur : 1 (2007)
  - Finaliste : Néant